# Aidyn Smagulov
Aidyn Smagulov (em cazaque: Айдын Смағұлов; Öskemen, 1.º de dezembro de 1976) é um ex-judoca quirguiz-cazaque. Ele representou o Quirguistão nos Jogos Olímpicos de Verão de 2000, realizados em Sydney, onde conquistou uma medalha de bronze. Smagulov se distinguiu como o primeiro atleta quirguiz a ganhar uma medalha nos Jogos Olímpicos. Após se retirar das competições, ele assumiu o cargo de técnico da equipe nacional do Cazaquistão.

## Biografia
Aidyn Smagulov nasceu em 1.º de dezembro de 1976, na cidade de Öskemen, situada no Cazaquistão, que à época era território da União Soviética. Em 1996, começou a competir como representante do Quirguistão. Em 2000, Smagulov participou de sua primeira e única edição dos Jogos Olímpicos de Verão, realizada em Sydney. Na sua estreia, enfrentou o argentino Jorge Lencina, triunfando com uma pontuação composta por um koka, uma penalidade e um ippon em 1 minuto e 41 segundos. Classificado para as quartas de final, enfrentou o cubano Manolo Poulot e foi derrotado por um ippon. Na repescagem, Smagulov venceu o russo Evgeny Stanev em 1 minuto e 50 segundos, eliminou o moldavo Giorgi Kurdgelashvili e o norte-americano Brandan Greczkowski, chegando à disputa pela medalha de bronze. A vitória foi conquistada contra Alisher Mukhtarov, do Uzbequistão, com uma penalidade, um koka, um yuko e, finalmente, um ippon.
Smagulov representou seu país oito anos após o Comitê Olímpico do Quirguistão ter sido reconhecido pelo Comitê Olímpico Internacional, como resultado da dissolução da União Soviética. Com sua conquista, ele se tornou o primeiro quirguiz a ganhar uma medalha nos Jogos Olímpicos de Verão. No mesmo ano, competiu no Campeonato Asiático, onde conquistou uma medalha de prata. Na competição realizada em Osaka, ele foi derrotado na categoria até sessenta quilos pelo japonês Tatsuaki Egusa.
Após se retirar das competições, Smagulov desempenhou o cargo de técnico da equipe nacional do Cazaquistão de 2018 a 2020.